# Azərbaycan Kuboku 1999-2000
La Azərbaycan Kuboku 1999-2000 è stata la 9ª edizione della coppa nazionale azera, disputata tra il settembre 1999 (con gli incontri del turno preliminare) e il 28 maggio 2000 e conclusa con la vittoria del FK Kapaz Gandja, al suo quarto titolo.

## Formula
La competizione si svolse ad eliminazione diretta e parteciparono le squadre delle due divisioni.
Tutti i turni si giocarono con andata e ritorno ad eccezione della finale.

## Quarti di finale
| Squadra 1         | Totale | Squadra 2        | Andata | Ritorno |
| ----------------- | ------ | ---------------- | ------ | ------- |
| ANS Pivani Baki   | 0 - 2  | PFC Neftchi Baku | 0 - 1  | 0 - 1   |
| FK Vilash Masalli | 2 - 0  | Azersun          | 2 - 0  | 0 - 0   |
| Dinamo Baku       | 1 - 1  | FK Kapaz Gandja  | 1 - 1  | 0 - 0   |
| FK Karabakh       | 2 - 1  | Shafa Baku       | 0 - 0  | 2 - 1   |

## Semifinali
Gli incontri di andata si disputarono il 3 mentre quelli di ritorno il 17 maggio 2000.
| Squadra 1       | Totale | Squadra 2         | Andata | Ritorno |
| --------------- | ------ | ----------------- | ------ | ------- |
| FK Kapaz Gandja | 1 - 0  | PFC Neftchi Baku  | 1 - 0  | 0 - 0   |
| FK Karabakh     | 2 - 1  | FK Vilash Masalli | 1 - 0  | 1 - 1   |

## Finale
La finale venne disputata il 28 maggio 2000 a Baku.
| Arbitro: | Mamedov |

|                                       |           |                       |
| Ramiz Məmmədov 53’ Rövşən Əhmədov 69’ | Marcatori | 90’ Bəhram Şahquluyev |